# 1965

## Събития
- Издаден е научнофантастичният роман от Франк Хърбърт Дюн.
- Основана е американската рок група „Джеферсън Еърплейн“.
- Основана е американската рок група „Грейтфул Дед“.
- Състои се премиерата на българския игрален филм План.
- Състои се премиерата на мексиканския сатиричен филм Симон Пустинника.
- Формира се групата „Мамас енд Папас“.
- Формира се германската рок група „Скорпиънс“.
- 4 януари – Състои се премиерата на българския игрален филм До града е близо.
- 1 февруари – Състои се премиерата на българския игрален филм Васката.
- 1 февруари – Състои се премиерата на българския игрален филм Русият и Гугутката.
- 18 февруари – Гамбия получава независимост от Великобритания.
- 22 февруари – Състои се премиерата на българския игрален филм Краят на една ваканция.
- 15 март – Състои се премиерата на българския игрален филм Паролата.
- 20 март – В Неапол, Италия се провежда за 10-и пореден път фестивала Евровизия
- 5 април – Провежда се Тридесет и седмата церемония по връчване на филмовите награди „Оскар“.
- 17 май – Състои се премиерата на българския игрален филм Късче небе за трима.
- 20 май – Самолетът при полет 705 на „Пакистан Интернешънъл Еърлайнс“ се разбива близо до  международното летище „Кайро“ и убива 121 души на борда.
- 21 май – Състои се премиерата на българския игрален филм Старинната монета.
- 19 юни – Формиран е турски професионален футболен отбор Ескишехирспор.
- 25 юли – Официално е прието Националното знаме на Малдивите.
- 1 юли – Формиран е холандският ФК Твенте.
- 27 юли – Състои се премиерата на българския игрален филм Дрямка.
- 9 август – Сингапур обявява независимост от Малайзия.
- 12 – 15 август – Първо издание на Национален събор на българското народно творчество – Копривщица.
- 30 август – Състои се премиерата на българския игрален филм Вула.
- 13 септември – Състои се премиерата на българския игрален филм Вълчицата.
- 17 септември – Самолетът при полет 292 на „Пан Ам“ се удря във връх Шанс Маунтин на остров Монсерат по време на полет от Мартиника до Антигуа и Барбуда. Самолетът е унищожен и всички 30 пътници и екипаж на борда умират.
- 8 октомври – Състои се премиерата на българския игрален филм Неспокоен дом.
- 3 ноември – Самолет „Дъглас C-54D Скаймейстър“ от ВВС на Аржентина изчезва между военновъздушната база „Хауърд“ и летището в Сан Салвадор. Предполага се че всички 58 души на борда са мъртви.
- 25 ноември – Състои се премиерата на френско-италианския филм Глупакът.
- 22 декември – Състои се премиерата на американския филм Доктор Живаго.

## Родени
- Александър Чавдаров, български футболист
- 1 януари – Шибил Пейчев, български футболист
- 5 януари – Вини Джоунс, уелски футболист и актьор
- 6 януари 
  - Бьорн Ломборг, датски политолог
  - Михаил Петров, национален състезател по вдигане на тежести († 1993 г.)
- 10 януари – Йордан Митев, български футболист
- 14 януари – Шамил Басаев, чеченски командир
- 18 януари – Мирослав Севлиевски, български политик
- 22 януари – Васил Илиев, български борец и предприемач († 1995 г.)
- 27 януари – Христо Марков, български лекоатлет
- 1 февруари 
  - Брендън Лий, американски актьор († 1993 г.)
  - Кирил Метков, български футболист
- 5 февруари – Георге Хаджи, румънски футболист
- 17 февруари – Донко Ангелов, български лекоатлет
- 24 февруари – Кристин Дейвис, американска актриса
- 4 март – Халед Хосейни, афганистански писател
- 5 март – Самвел Бабаян, арменски политик и военачалник
- 15 март – Джеймс Баркли, британски писател
- 25 март 
  - Сара Джесика Паркър, американска актриса
  - Стефка Костадинова, българска спортистка
- 27 март – Грегор Фойтек, бивш пилот от Формула 1
- 29 март – Красимир Каракачанов, български политик
- 4 април – Робърт Дауни Джуниър, американски актьор
- 6 април – Стефан Петерханзел, френски мотоциклетист
- 9 април – Марк Пелегрино, американски актьор
- 14 април – Петьо Драгиев, български волейболист
- 16 април – Джон Крайър, американски актьор
- 23 април – Иво Велинов, български футболист
- 30 април – Васил Василев-Зуека, български актьор и телевизионен водещ
- 3 май – Майкъл Смит, британски писател
- 8 май – Антонио Ананиев, български футболист
- 11 май – Стефано Доменикали, спортен директор на Ферари
- 13 май – Маргарит Абаджиев, български писател и сценарист
- 17 май 
  - Лилия Игнатова, художествена гимнастичка
  - Трент Резнър, американски музикант
- 19 май – Михаил Билалов, български актьор
- 21 май – Димитър Воев, български поет и музикант († 1992 г.)
- 29 май 
  - Даниел Дянков, български художник
  - Иво Атанасов, български политик и юрист
- 3 юни – Хараламби Хараламбиев, български футболист
- 12 юни – Волфганг Херндорф, немски писател и художник († 2013 г.)
- 2 юли – Борис Ячев, български политик
- 4 юли – Джанкарло Мароки, италиански футболист
- 21 юли – Ивко Ганчев, български футболист
- 23 юли – Слаш, американски рок-музикант
- 24 юли
  - Дъг Лайман, американски режисьор
  - Стефан Сърчаджиев-Съра, български актьор
- 27 юли 
  - Трифон Иванов, български футболист († 2016 г.)
  - Хосе Луис Чилаверт, парагвайски футболист
- 31 юли – Джоан Роулинг, британска писателка
- 1 август – Сам Мендес, английски режисьор
- 4 август – Фредрик Райнфелд, шведски политик
- 7 август – Цветозар Дерменджиев, български футболист
- 23 август – Илия Троянов, българо-германски писател
- 24 август – Марли Матлин, американска актриса
- 3 септември – Чарли Шийн, американски актьор
- 7 септември – Дарко Панчев, югославски футболист
- 9 септември – Мая Димитрова, български политик, икономист, инженер и юрист
- 10 септември – Андрей Баташов, български актьор († 2010 г.)
- 14 септември – Дмитрий Медведев, трети президент на Руската Федерация
- 17 септември – Брайън Сингър, американски режисьор
- 21 септември 
  - Фредерик Бегбеде, френски писател
  - Роберт Зелчич, хърватски шахматист
- 22 септември – Радо Шишарката, български попфолк певец
- 26 септември – Диян Първанов, български футболист
- 27 септември – Мария Шрадер, германска актриса
- 1 октомври – Николай Славеев, български фолклорен и попфолк певец
- 6 октомври – Любомир Ганев, бивш национален волейболист
- 20 октомври – Димитър Ангелов Дучето, председател на фенклуба на ЦСКА
- 30 октомври – Данчо Данчев, автомобилен състезател
- 2 ноември – Шах Рук Хан, индийски актьор
- 3 ноември – Борислав Гидиков, български щангист
- 4 ноември – Уейн Статик, американски музикант († 2014 г.)
- 5 ноември – Кубрат Сакскобургготски, български княз
- 7 ноември – Евгения Живкова, български дизайнер и народен представител
- 10 ноември – Еди Ървайн, ирландски пилот от Формула 1
- 14 ноември – Иван Кочев, български футболист
- 19 ноември – Пол Вайц, американски режисьор
- 23 ноември – Марсел Байер, немски писател
- 28 ноември – Кирил Георгиев, български шахматист
- 30 ноември 
  - Александър Бончев, български футболист
  - Ясен Попов, автомобилен състезател
  - Бен Стилър, американски актьор
- 10 декември – Славчо Бинев, български бизнесмен и политик
- 12 декември – Румяна, българска попфолк певица († 1999 г.)
- 14 декември – Альоша Асанович, хърватски футболист
- 15 декември – Димитър Абаджиев, български политик
- 24 декември – Мартин Аткинс, английски играч на дартс
- 27 декември – Салман Хан, индийски актьор

## Починали
- Джордж Баркър, американски художник
- Киряк Шкуртов, български революционер
- Теймур бин Фейсал, султан (1913 – 32) на Маскат и Оман (р. 1886 г.)
- 4 януари – Томас Стърнз Елиът, англо-американски поет, лауреат на Нобелова награда за литература през 1948 г. (р. 1888 г.)
- 24 януари – Уинстън Чърчил, британски политик, лауреат на Нобелова награда за литература през 1953 г. (р. 1874 г.)
- 31 януари
  - Константин Муравиев, български политик (р. 1893 г.)
  - Коста Лулчев, български политик, социалдемократ (р. 1882 г.)
- 19 януари – Яким Якимов, български учен
- 10 март – Стале Попов, писател от Република Македония
- 11 март – Георгий Тушкан, руски писател
- 14 март – Германос Лямадис, гръцки духовник
- 15 март – Асен фон Хартенау, граф Хартенау
- 19 март – Георге Георгиу-Деж, румънски политик (р. 1901 г.)
- 8 април – Иван Тодоров-Горуня, български генерал и политик
- 20 април – Стефан Сърчаджиев, български режисьор (р. 1912 г.)
- 8 май – Йордан Захариев, български географ (р. 1877 г.)
- 10 юни – Макс Рихнер, швейцарски писател (р. 1897 г.)
- 30 юни – Стефан Славчев, български офицер (р. 1869 г.)
- 15 юли – Георги Манев, български физик
- 16 август – Константин Кисимов, български актьор (р. 1897 г.)
- 27 август – Льо Корбюзие, швейцарски архитект
- 29 август – Елисавета Консулова-Вазова, българска художничка
- 31 август – Едуард Смит, американски писател (р. 1890 г.)
- 2 септември – Йоханес Бобровски, немски поет и белетрист
- 3 септември – Александър Бурмов, български историк (р. 1911 г.)
- 4 септември – Алберт Швайцер, немски лекар, лауреат на Нобелова награда за мир през 1952 г. (р. 1875 г.)
- 12 септември – Фердинанд Козовски, български политически и военен деец (р. 1892 г.)
- 24 ноември – Абдулла III ал-Салем ал-Сабах, емир на Кувейт (р. 1895 г.)
- 16 декември – Съмърсет Моъм, английски писател (р. 1874 г.)
- 27 декември – Едгар Енде, немски художник

## Нобелови награди
- Физика – Шиничиро Томонага, Джулиан Швингър, Ричард Филипс Файнман
- Химия – Робърт Удуърт
- Физиология или медицина – Франсоа Жакоб, Андре Лвоф, Жак Моно
- Литература – Михаил Шолохов
- Мир – УНИЦЕФ

——
Вижте също:
- календара за тази година